# Melissa Gutschmidt
Melissa Gutschmidt (* 7. Januar 2002) ist eine Schweizer Leichtathletin, die sich auf Sprint spezialisiert hat.

## Sportliche Laufbahn
Erste Erfahrungen bei internationalen Meisterschaften sammelte Melissa Gutschmidt im Jahr 2018, als sie bei den U18-Europameisterschaften in Győr in 11,96 s den sechsten Platz im 100-Meter-Lauf belegte und mit der Schweizer Sprintstaffel (1000 Meter) in 2:13,57 min auf Rang acht gelangte. Kurz darauf belegte sie bei den U20-Weltmeisterschaften in Tampere in 44,65 s den sechsten Platz in der 4-mal-100-Meter-Staffel. Im Oktober nahm sie über 100 Meter an den Olympischen Jugendspielen in Buenos Aires teil und wurde dort nach zwei Läufen Siebte. 2021 belegte sie bei den U20-Europameisterschaften in Tallinn in 11,47 s den vierten Platz über 100 Meter und kam mit der Staffel nicht ins Ziel. Anschliessend gewann sie bei den U20-Weltmeisterschaften in Nairobi in 11,51 s die Bronzemedaille. Im Jahr darauf verpasste sie bei den Europameisterschaften in München mit 43,93 s den Finaleinzug. 2023 schied sie bei den Halleneuropameisterschaften in Istanbul mit 7,30 s im Halbfinal im 60-Meter-Lauf aus. Im Juli gewann sie bei den U23-Europameisterschaften in Espoo in 11,33 s die Bronzemedaille über 100 Meter hinter der Niederländerin N’ketia Seedo und Boglárka Takács aus Ungarn. Zudem gewann sie mit der Staffel in 43,59 s die Bronzemedaille hinter den Teams aus dem Vereinigten Königreich und Frankreich. Anschliessend erreichte sie bei den Weltmeisterschaften in Budapest mit der Staffel den Final und wurde dort disqualifiziert. Im Jahr darauf kam sie bei den Hallenweltmeisterschaften in Glasgow mit 7,26 s nicht über den Vorlauf über 60 Meter hinaus.

## Persönliche Bestleistungen
- 100 Meter: 11,20 s (+1,0 m/s), 29. Juli 2023 in Bellinzona
  - 60 Meter (Halle): 7,20 s, 17. Februar 2024 in St. Gallen